# 아와마루 사건

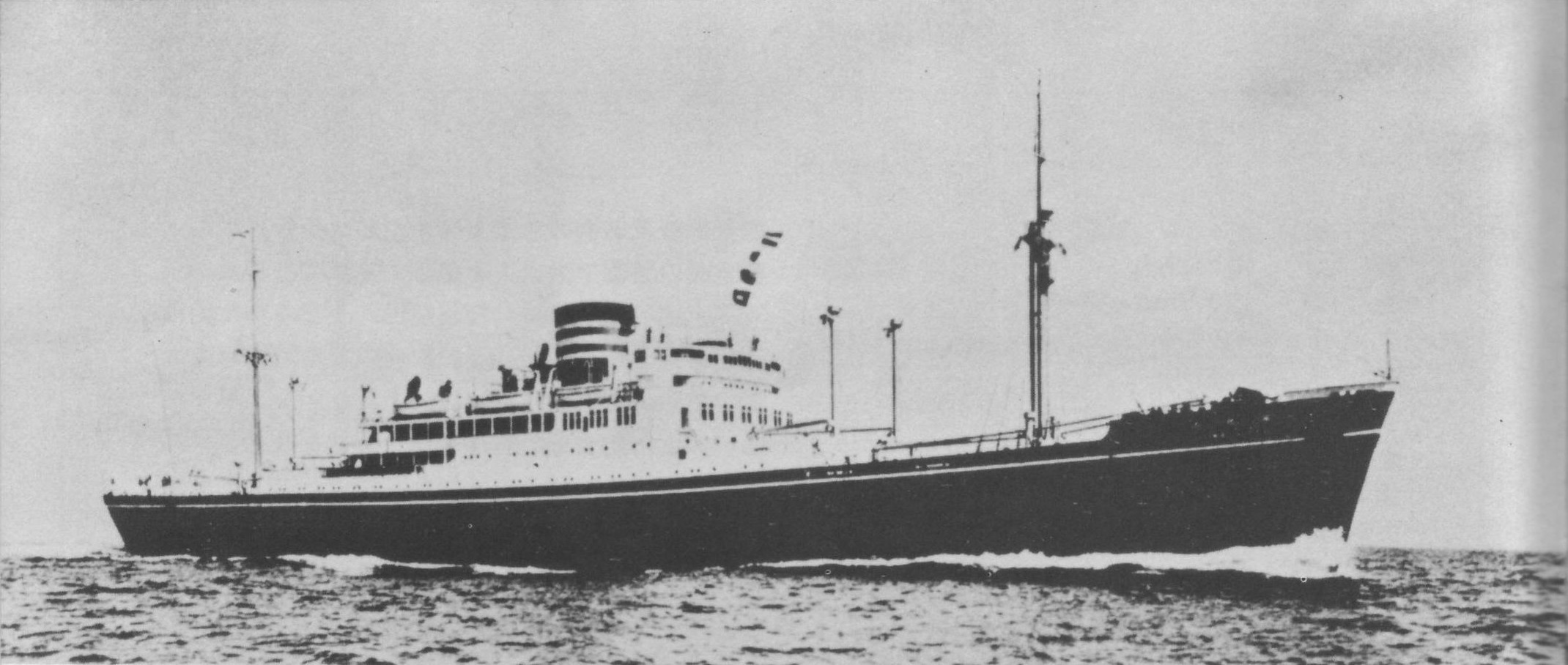
아와마루와 동형선박인 미이케마루(三池丸)

아와마루 사건(일본어: 阿波丸事件)은 태평양 전쟁 말인 1945년(쇼와 20년) 4월 1일 일본으로 향하던 화객선 아와마루(阿波丸)가 미 해군 잠수함 USS 퀸피시(USS Queenfish, SS-393)에 의하여 격침된 사건으로 2000인 이상의 탑승객과 승무원이 사망하였다.

## 개요

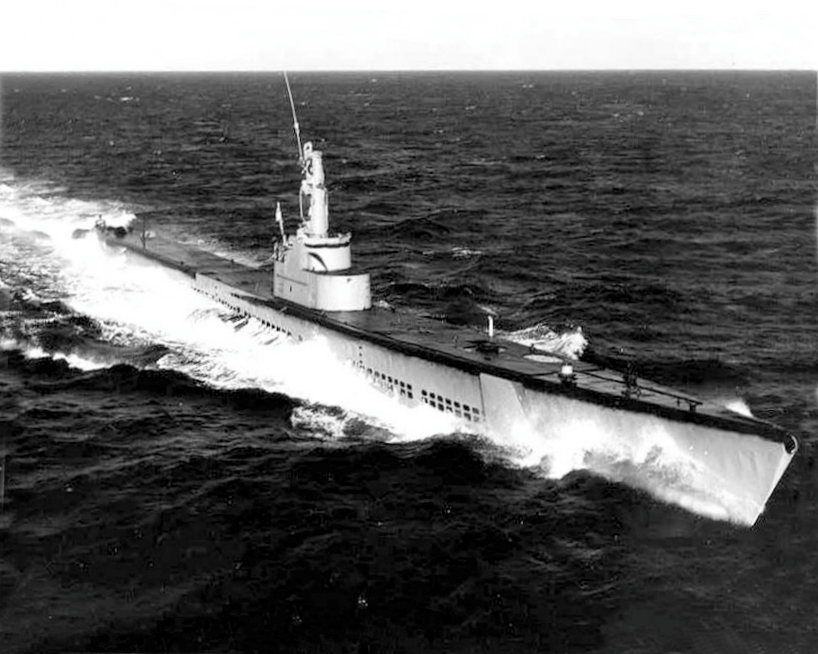
아와마루를 격침시킨 미해군 잠수함 USS 퀸피시

1945년 봄, 일본과 미국은 소련의 중개로 포로와 억류 민간인을 교환하고 일본 점령하의 동남아 지역에 억류된 미군 포로와 민간인들에게 미국의 구호품을 전달하기로 합의하였다. 이에 소련의 나홋카에서 포로교환과 구호품전달이 이루어졌고, 자바와 말레이 반도의 억류된 연합군 포로들에게는 일본우선의 11000t 급 화객선인 아와마루가 이 구호품을 전달하는 역할을 맡게 되었다. 이에, 미 해군은 아와마루에 연합군의 공격,임검,간섭이 없을 것임을 보장하는 안도권을 부여하였다.
아와마루는 출항 당시 상선 위장용의 짙은 녹색 위에 식별을 위하여 백십자를 그려넣었으며 미군의 구호품 800t과 항공기·자동차 부품과 탄약 등 600 톤의 군수 물자를 싣고 모지 항에서 출발하여 싱가포르와 자바에 이 구호품들과 군수물자를 하역하고 싱가포르를 떠나 3월 28일 다시 일본으로 출항하게 된다.
당시 협정에 따르면 일본으로의 귀로까지는 안전이 보장되어 있었고, 일본군은 주석·텅스텐·알루미늄 5000t, 생고무 2000t, 중유와 휘발유 2500t을 선적하였다. 이러한 군사물자의 선적은 분명히 협정 위반이었고, 이에 아와마루의 선장은 항의하였으나 수송선 부족으로 인해 묵살되었다. 또한 동남아에 머무르고 있던 미쓰이 물산 지점장, 선박의 손실로 대기중이던 니혼유센 직원들, 대동아성 차관과 휘하 직원들 등 비전투원 600명과 군인 820명이 승선하였다.
1945년 4월 1일 오후 10시, 오키나와 근방을 통과하려던 항로를 변경하여 대만 해협에 진입하였는데, 이 때 미 해군의 잠수함 USS 퀸피시의 레이다에 탐지되어 어뢰 3발을 맞고 격침되었다. 자료에 따르면 아와마루에는 승무원 포함 2004 - 2120명이 승선하고 있었는데, 이중 퀸피시가 구조한 1명을 제외하고 모두 사망하였다.
당시 아와마루의 선창에 다량의 군수물자가 선적되어 있어 흘수가 깊은 상태였다. 이를 확인한 퀸피시의 함장은 군수물자 수송을 의심하여 사령부에 공격을 허가해 달라고 하였고, 답신을 듣지 못고 단독판단으로 격침시켰다. 당시 퀸피시에는 이미 체스터 니미츠 장군 명의의 아와마루의 안전을 보장하라는 명령서가 내려져 있었으나, 이 명령서가 다른 서류에 섞여 퀸피시의 함장이 확인하지 못하였고, 답신 역시 통신 중개 과정에서 지연이 발생하였던 것이다.

## 보상 과정
이에, 일본은 스위스를 중개하여 미국을 국제법과 협정 위반으로 항의하였고, 미국정부는 잠수함장이 식별 확인을 게을리 한 것에 의한 동선침몰에 관한 책임을 인정한다는 취지를 통고하고 손해배상문제에 대해서는 적대행위 종료 후까지 연기할 것을 제의하였다. 이것에 대해 일본정부는 8월 10일 2억 2,700만 엔의 손해배상을 요구하고 종전 후에도 아와마루의 대체선박을 제공하거나 배상금 지급을 요구했다. GHQ의 사령관이었던 더글러스 맥아더 장군이 이를 거부하여 협상은 결렬되었다. 희생자 가족과 니혼유센의 반발에 미국 정부는 일본에 대한 유상식량원조차관금액을 18억 달러에서 4억 9천만 달러로 탕감하는 대신에 아와마루의 배상 청구권을 포기할 것을 제안했다. 이에 1949년 일본의 제5 국회는 미국정부 및 그 국민이 일본의 부흥과 재건을 위해 준 막대한 원조에 대해 감사하는 한 방법으로서 정부에 대해 본 건에 기초한 모든 청구권을 자발적, 무조건적으로 포기하고 이 포기를 기초로 본건을 우호적으로 해결할 것과 정부는 국내조치로서 본 건의 희생자를 위로하기 위한 적절한 수단을 강구할 것 등을 요망하는 결의를 채택하였다.
당시 일본은 평화조약체결 전에 외교 자주권을 가지고 있지 않았지만 연합국 최고 사령관 맥아더의 알선으로 1949년 4월 14일 '아와마루 청구권의 처리를 위한 일본정부 및 미국정부간의 협정’이 체결되었다. 이것에 의해 일본정부는 '아와마루의 침몰로 발생한 미국정부 또는 미국국민에 대한 어떠한 종류의 청구권도 일본정부 및 모든 관계 일본인을 위해 모두 포기’(1조)하고 또한 '이 사건의 특수성을 감안하여 이 재해로 사망한 자의 가족 및 전기의 선박의 소유자에 대해 위로금의 지급에 의한 적절한 대우를 위해 노력한다’(3조)고 하였다. 국회결의와 이 협정에서 요구된 본 건 희생자에 대한조치로서 1950년 '아와마루 사건에 관한 법률’(같은 해 8월 1일 시행)이 제정되어 사망자의 유족 및 아와마루의 소유자에 대해 위로금(사망자 1명당 7만엔, 2명인 경우 12만엔, 3명인 경우 15만엔, 일본 우선주식회사에 1,7843,000엔)을 지불할 것이 규정되었다. 당시 점령 당국은 전쟁 희생자에 대한 국가에 의한 구원 조치를 금지하였기 때문에 이 지급은 이례적이었다. 이후 유족회는 정부에 보상지불을 재삼 요구하였지만 정부에 의한 유족으로의 보상지불의 계획은 진전되지 않았다.
이후 1979년 4월, 중화인민공화국 정부가 복건성 연안 11해리 지점에서 조난한 아와마루를 발견하였고, 유골과 유품을 일본측에 인도하였다.

## 참고 문헌
- ロジャー・ディングマン 『阿波丸撃沈：太平洋戦争と日米関係』 成山堂書店、2000年 ISBN 4-425-94611-1
- 『世界の艦船』 海人社、2007年8月号
- 新人物往来社『海なお深く』全日本海員組合編　1986年8月